# Giorgia Lauda
Giorgia Lauda (Catania, 1960) è una cantante italiana di origine siciliana attiva discograficamente tra il 1978 e il 1985.
Tra il 1978 e il 1980 le sue canzoni vengono programmate spesso a Radio e Tele Monte Carlo, specialmente nel programma televisivo giornaliero pomeridiano condotto da Jocelyn e Sophie Un peu d'amour, d'amitiè et beaucoup de musique. Dal 1983 al 1985 incide dischi in lingua tedesca per il mercato discografico della Germania, dove partecipa a trasmissioni televisive tra cui Einsfestival WWF Club (1985).

## Discografia
- Mandolino mandolino/Tormento - Disco Più 1978
- Dolcissimo/Sulla sabbia (7") - Disco Più 1979
- Come sei bello stasera/Io canto - Disco Più 1980
- Taci/Occhi chiari (7") - Società Italiana Fonografica 1982
- Mit Dir Allein / Sto bruciando fermati - Blow Up 1983
- Wo Bist Du/Solo tu (7", Single) - Blow Up 1983
- Jeder Muß Sein Leben Leben/	Wer Nicht Das Feuer Kennt (7", Single) - Intercord 1984
- Angelo/Wir Werden Nicht Immer Glücklich Sein (7") - Blow Up 1985